# Ti troverò
Ti troverò è un brano musicale interpretato dal cantante italiano Matteo Becucci, pubblicato nel 2009 come primo singolo che anticipa l'uscita del suo primo album Cioccolato amaro e caffè.

## Il brano
Il brano, un riadattamento di I Didn't Know dei Ph.D., è entrato in rotazione radiofonica il 23 ottobre 2009.